# Juary Soares
Juary Martinho Soares, né le 20 février 1992 à Bissau, est un footballeur international bissaoguinéen. Évoluant au poste de défenseur central, il joue actuellement pour l'US Créteil-Lusitanos.

## Biographie

### En club
De 2011 à 2012, Juary Soares est membre du Sporting Club de Portugal, sans toutefois jouer le moindre match avec l'équipe première. Il est successivement prêté au club portugais du FC Sertanense, équipe avec auquel il joue 23 rencontres, puis à l'União Desportiva de Leiria.
Lors de la saison 2013-2014, il revient au Sporting Club de Portugal mais intègre l'équipe B du club. Au terme de la saison et après avoir disputé 16 matchs, il signe au FC Tirense pour la saison 2014-2015, puis signe avec le club macanais du Casa do Sport Lisboa e Benfica, où il inscrit trois buts en 12 rencontres.
La saison suivante, il revient au Portugal et signe en faveur du club du 1° Dezembro, participant à 27 matchs. Il intègre en 2016, l'équipe de Mafra et découvre le Championnat de Ligue 2 portugais.

### En équipe nationale
Juary Soares obtient sa première sélection avec l'équipe de Guinée-Bissau le 8 octobre 2015, lors du premier tour des éliminatoires de la Coupe du monde 2018 contre le Liberia (match nul 1-1).
En janvier 2017, Baciro Candé le convoque dans sa liste de 23 joueurs pour disputer la Coupe d'Afrique des nations 2017. Le 14 janvier 2017, alors qu'il joue le match d'ouverture de la CAN face au Gabon, il inscrit son premier but international à la 90e minute et permet à son équipe de réaliser le match nul (1-1). Par la même occasion, il réalise le premier but de la Guinée-Bissau dans un tournoi majeur.

## Palmarès
Avec le Benfica Macau
- Champion de Macao en 2015

## Statistiques

### En club
Le tableau ci-dessous récapitule les statistiques de Juary Soares lors de sa carrière en club :
| Saison                | Club                  | Championnat           | Championnat | Championnat | Coupe(s) nationale(s) | Coupe(s) nationale(s) | Compétition(s) continentale(s) | Compétition(s) continentale(s) | Compétition(s) continentale(s) | Total | Total |
| Saison                | Club                  | Division              | M.          | B.          | M.                    | B.                    | Comp.                          | M.                             | B.                             | M.    | B.    |
| 2011-2012             | Sertanense FC (prêt)  | 3                     | 23          | 0           | 2                     | 0                     | -                              | -                              | -                              | 25    | 0     |
| 2012-2013             | Sporting Lisbonne B   | 2                     | 16          | 1           | -                     | -                     | -                              | -                              | -                              | 16    | 1     |
| 2014-2015             | FC Tirsense           | 3                     | 8           | 0           | 2                     | 0                     | -                              | -                              | -                              | 10    | 0     |
| 2015                  | Benfica Macau         | 1                     | 12          | 3           | -                     | -                     | AFC                            | 2                              | 0                              | 14    | 3     |
| 2015-2016             | SU 1° Dezembro        | 3                     | 26          | 0           | 1                     | 0                     | -                              | -                              | -                              | 27    | 0     |
| 2016-2017             | CD Mafra              | 3                     | 8           | 0           | -                     | -                     | -                              | -                              | -                              | 8     | 0     |
| Total sur la carrière | Total sur la carrière | Total sur la carrière | 93          | 4           | 5                     | 0                     | -                              | 2                              | 0                              | 100   | 4     |

### Liste des matchs internationaux
| Matchs internationaux de Juary Soares | Matchs internationaux de Juary Soares | Matchs internationaux de Juary Soares              | Matchs internationaux de Juary Soares | Matchs internationaux de Juary Soares | Matchs internationaux de Juary Soares   | Matchs internationaux de Juary Soares |
|                                       | Date                                  | Lieu                                               | Adversaire                            | Résultat                              | Compétition                             | Notes                                 |
| ------------------------------------- | ------------------------------------- | -------------------------------------------------- | ------------------------------------- | ------------------------------------- | --------------------------------------- | ------------------------------------- |
| 1.                                    | 8 octobre 2015                        | Antoinette Tubman Stadium (en), Monrovia, Libéria  | Liberia                               | 1 - 1                                 | Éliminatoires de la Coupe du monde 2018 | Titulaire.                            |
| 2.                                    | 23 mars 2016                          | Estádio 24 de Setembro, Bissau, Guinée-Bissau      | Kenya                                 | 1 - 0                                 | Qualifications CAN 2017                 | Titulaire.                            |
| 3.                                    | 27 mars 2016                          | Nyayo National Stadium, Nairobi, Kenya             | Kenya                                 | 0 - 1                                 | Qualifications CAN 2017                 | Titulaire.                            |
| 4.                                    | 4 juin 2016                           | Estádio 24 de Setembro, Bissau, Guinée-Bissau      | Zambie                                | 3 - 2                                 | Qualifications CAN 2017                 | Titulaire.                            |
| 5.                                    | 4 septembre 2016                      | Stade olympique de Brazzaville, Brazzaville, Congo | Congo                                 | 2 - 0                                 | Qualifications CAN 2017                 | Titulaire.                            |
| 6.                                    | 14 janvier 2017                       | Stade d'Angondjé, Libreville, Gabon                | Gabon                                 | 1 - 1                                 | CAN 2017                                | Titulaire.                            |

### Buts internationaux
| Buts internationaux de Juary Soares | Buts internationaux de Juary Soares | Buts internationaux de Juary Soares | Buts internationaux de Juary Soares | Buts internationaux de Juary Soares | Buts internationaux de Juary Soares | Buts internationaux de Juary Soares | Buts internationaux de Juary Soares |
|                                     | Date                                | Lieu                                | Adversaire                          | Score                               | Résultat                            | Compétition                         |                                     |
| ----------------------------------- | ----------------------------------- | ----------------------------------- | ----------------------------------- | ----------------------------------- | ----------------------------------- | ----------------------------------- | ----------------------------------- |
| 1.                                  | 14 janvier 2017                     | Stade d'Angondjé, Libreville, Gabon | Gabon                               | 1-1                                 | 1-1                                 | CAN 2017                            |                                     |